# Synoecha
Synoecha är ett släkte av fjärilar. Synoecha ingår i familjen svärmare.
Kladogram enligt Catalogue of Life:
| Synoecha | \| \| Synoecha dumigani \| \| \| \| \| \| Synoecha marmoratat \| \| \| \| |
|          | \| \| Synoecha dumigani \| \| \| \| \| \| Synoecha marmoratat \| \| \| \| |
|          | Synoecha dumigani                                                         |
|          |                                                                           |
|          | Synoecha marmoratat                                                       |
|          |                                                                           |